# Sieciech
Sieciech (11e eeuw - 12e eeuw, Koninkrijk Polen) was een middeleeuwse Poolse magnaat en staatsman.

## Biografie

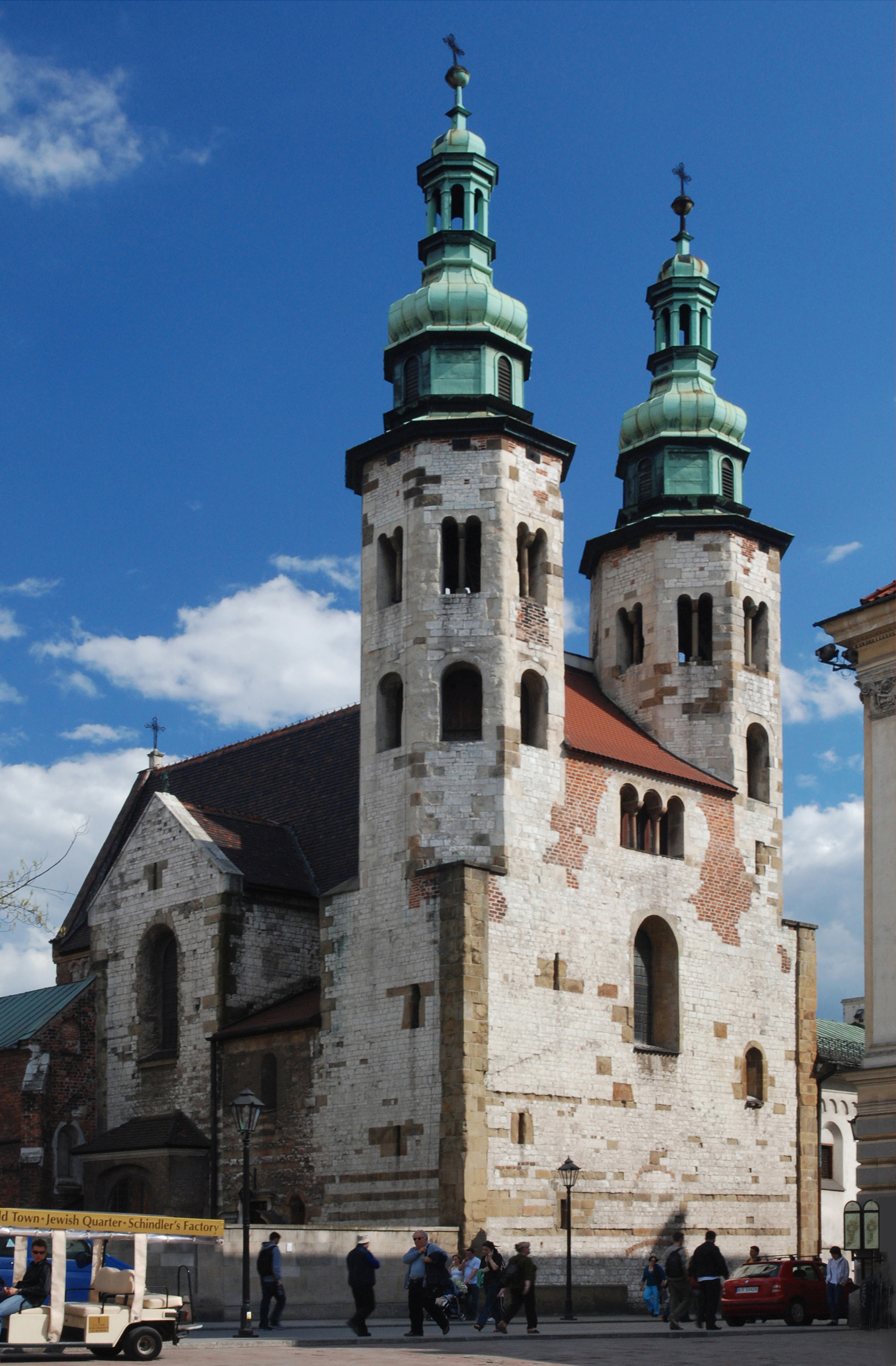
De door Sieciech gestichte Sint-Andreaskerk (1079-1098) in Krakau

Sieciech is in de tweede helft van de 11e eeuw als telg van de heraldische clan Topór geboren. Hij was als paltsgraaf in het hof van hertog Wladislaus I Herman van Polen de facto heerser van het Poolse koninkrijk. Sieciech belandde in deze positie door een overeenkomst tussen de hertog en de machtigste baronnen van Polen om de troonopvolging in de lijn van Wladislaus I veilig te stellen.
Sieciech wordt omgeschreven als een dictator en maakte veel vijanden onder de Poolse adel. Zo zou hij achter de vergiftiging van de prins Mieszko Bolesławowic zitten. Veel edellieden zijn tijdens zijn bewind gevlucht.
Sieciech werd in 1093 samen met de jongste zoon van Wladislaus I kort door het koninkrijk Hongarije gegijzeld, waarna hij een militaire campaigne tegen Zbigniew van Polen begon. De paltsgraaf versloeg Zbigniew in de slag bij Goplo en nam hem gevangenen in de hoop dat hij afstand zou doen van zijn erfelijke recht op de troon. Enkele bisschoppen deden echter een paar jaar later een interventie en Zbigniew werd bevrijd. Sieciech incaseerde daarna gezichtsverlies in een reeks van militaire nederlagen tegen het prinsdom Halych en de Roes. Ook moest hij in 1092 een opstand in Voor-Pommeren neerslaan.
De macht van Sieciech wankelde aan het einde van de 10e eeuw door het besluit van Wladislaus I om Polen in drie prinsdommen te verdelen. Twee van deze prinsdommen zouden onder het heerschap van de zonen van de hertog komen te vallen, waardoor het gebied waarover Sieciech zelf heerste werd ingeperkt tot een van de drie prinsdommen. In 1099 trokken deze zonen ten strijden tegen Siciech, maar tot een oorlog kwam het niet. De jonge hertogen hadden hun vader dusdanig onder druk gezet dat Wladislaus I genoodzaakt was om in 1100 de paltsgraaf niet alleen zijn titels en bezittingen te ontnemen maar hem ook naar het Heilige Roomse Rijk te verbannen. Siciech zou uiteindelijk in Polen terugkeren. Over deze periode is verder niks bekend.

### Eigen munt
Sieciech liet tussen 1090–1100 zijn eigen munt slaan. Van deze munt zijn twee types bekend: Eén werd geslagen in Sieciechów (Castrum Sethei) en de andere in Krakau. In 1935 werd bij Słuszków een geldschat van 122 munten ontdekt. Deze zijn te zien in het districtsmuseum van de regio Kalisz in Kalisz.

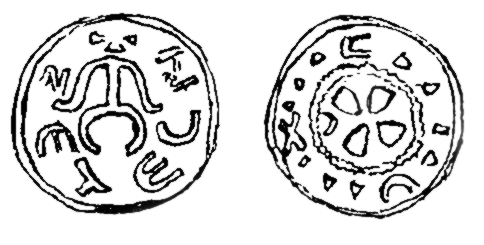
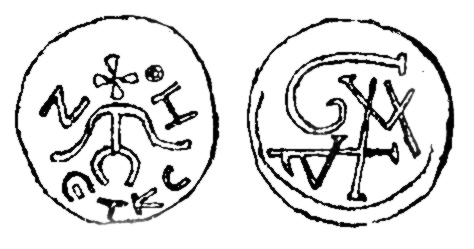
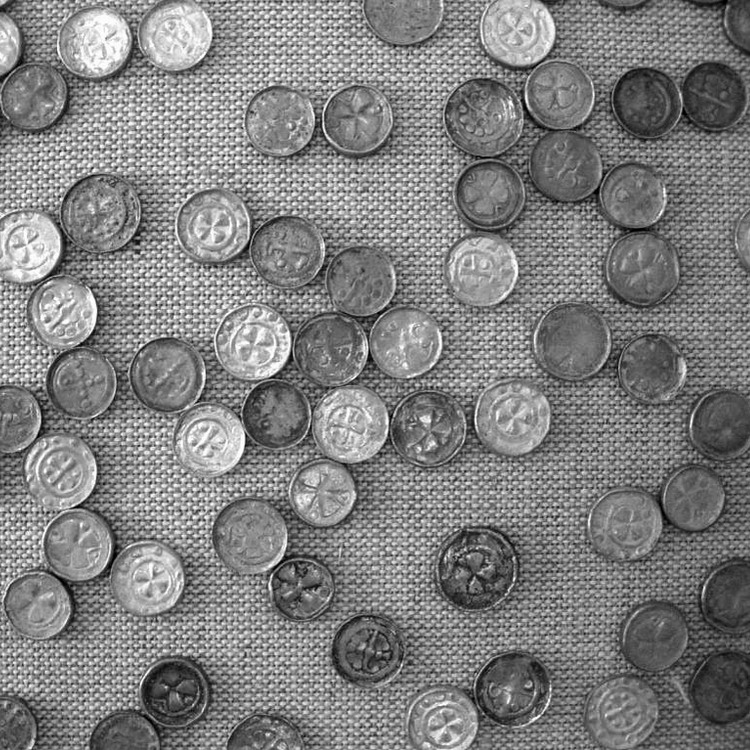